# Muhammad Baqir al-Hakim

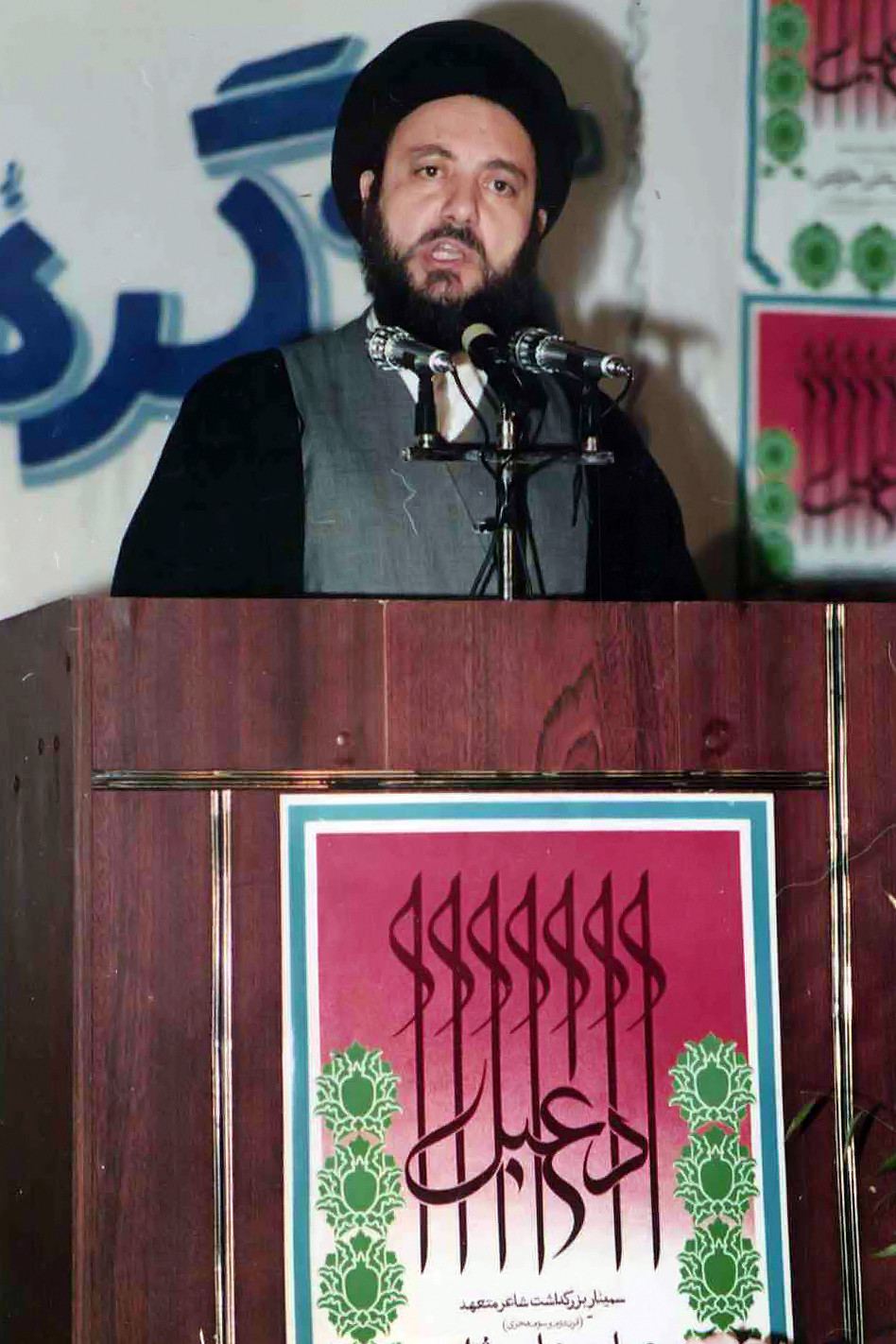
Mohammad Baqir al-Hakim beim Predigen (1990)

Muhammad Baqir al-Hakim (* 1. Juli 1939 in Nadschaf; † 29. August 2003 ebenda; arabisch محمد باقر الحكيم, DMG Muhammad Bāqir al-Ḥakīm; auch Mohammed Baqir al-Hakim) war ein irakischer Großajatollah und Oppositionsführer.
Al-Hakim war geistlicher Führer der Schiiten im Irak. Seit 1958 war er in der islamischen Bewegung aktiv. 1968 übernahm die Baath-Partei die Macht im Irak. 1972 wurde al-Hakim erstmals verhaftet, 1977 zum Tode verurteilt, 1979 allerdings entlassen. 
Nachdem der ebenfalls einflussreiche irakische Großajatollah und Weggefährte al-Hakims, Muhammad Baqir as-Sadr 1980 auf Befehl des irakischen Staatspräsidenten Saddam Hussein gehängt worden war und im Zuge der Verfolgung durch das Regime tausende seiner Anhänger ebenfalls getötet wurden, flohen Hunderttausende ins Exil. Al-Hakim folgte den Flüchtlingen Ende September 1980 nach Teheran.
1982 gründete er den Obersten Rat für die Islamische Revolution im Irak, dessen Hauptziel der Sturz Saddam Husseins war. Erst im Mai 2003 kehrte al-Hakim nach Nadschaf zurück, nachdem durch den Irakkrieg das Baath-Regime beseitigt worden war. 
Am 29. August 2003 wurde er unmittelbar nach einem Freitagsgebet vor der Imam-Ali-Moschee durch eine Autobombe getötet, die Yassin Dscharad, Vater von Abu Musab az-Zarqawis zweiter Frau (in dessen Auftrag) als Selbstmordattentäter gezündet hatte. Mit ihm starben mehr als 100 Menschen. Al-Hakim wurde am 2. September 2003 in Nadschaf beigesetzt, an seiner Beerdigung nahmen tausende Menschen teil.